# Carbon-Based Anatomy
Carbon-Based Anatomy -en español: Anatomía basada en el carbono- es un EP de la banda estadounidense de metal experimental Cynic. Fue publicado bajo el sello Season of Mist en noviembre de 2011.
Un álbum conceptual, este marcó una escisión estilística de sus otros álbumes, abandonando las voces guturales y muchos efectos de voz por más texturas de guitarra e influencias ambient y de world music.
Se realizó una gira en apoyo del EP para Norteamérica (Estados Unidos y Canadá), y Europa, en noviembre y diciembre de 2011 respectivamente. Contó con el bajista Brandon Giffin de The Faceless (debido a la incapacidad logística de Sean Malone) y el guitarrista Max Phelps.

## Trasfondo
En diciembre de 2010 Cynic se separó del bajista Robin Zielhorst y el guitarrista Tymon Kruidenier, ambos holandeses, debido a la dificultad de mantener a la mitad de la banda en Estados Unidos y la otra mitad en los Países Bajos.
Antes de la grabación de Carbon-Based Anatomy, Cynic estaba trabajando en un álbum de larga duración, pero su publicación fue pospuesta para el 2012 debido a indicaciones de su representante. Para acortar la espera de nuevo material, Paul Masvidal y Sean Reinert se embarcaron en la realización de este EP. En este entonces, el grupo se encontraba en diversos problemas personales.

## Instrumentación
El álbum marcó un cambio estilístico respecto a los anteriores de Cynic. Siguiendo la tradición de Re-Traced de 2010, que reeditó canciones de 2008, este prescinde de las voces guturales y en gran parte de vocoder, exponiendo a veces la voz desnuda de Paul Masvidal. Cuenta con la participación de la cantante de folk Amy Correia en todas las canciones. Hay influencias de world music y una mayor presencia de música ambiental. 
Si bien el álbum solo contó con cuatro músicos, Masvidal acodó densamente los arreglos de guitarras y voces, llegando a unir 30 pistas en una sola canción, creando distintas armonías y priorizando las texturas por sobre los riffs. Durante esta época, Paul estaba vertido en la música ambient y Brian Eno.
Sobre los cambios, Masvidal explica que no fue intencional, sino que se mantuvieron fieles a "un proceso el cual se realizó a sí mismo. Nosotros solo aparecimos y esto fue lo que surgió. Esto es donde estamos ahora".

## Concepto
Paul Masvidal describió el álbum como "tanto un viaje filosófico como musical, el que comienza en la jungla amazónica en los labios de una sabia chamán (representada por Amy Correia) y acaba en el espacio exterior".
La canción de apertura, "Amidst the Coals" (en medio de los carbones), está basada en los ícaros chamánicos, unos cantos de sanación realizados por la tribu Shipibo del Amazonas peruano. El tema homónimo, según Masvidal, fue donde canalizaron más energías negativas. "Bija!" está inspirada en un estilo tradicional indio. "Box Up My Bones" (encerrar mis huesos) es sobre "el yo y la libertad [...] mirar al miedo y ser capaz de dejarlo ir; estar bien con él".
Los temas fueron escogidos entre las composiciones personales de Paul Masvidal, ya fuese para continuar las incipientes o retocar las avanzadas. Sin embargo el álbum fue ensamblado conceptualmente, entrelazando sutilmente armonías iguales en todas las canciones. Masvidal comenta:

...Algunas de las reseñas que me han enviado, especialmente de los niños jóvenes, es que lo están escuchando como tres canciones separadas y luego tres intersticios; yo solamente escucho una gran pieza. Es como una gran pintura y entonces vienen áreas específicas donde te puedes concentrar dentro de la pintura, pero no se supone que sean escuchadas como piezas separadas. Es realmente un solo sentimiento, una imagen...

## Grabación
La grabación y composición duró seis semanas durante el verano septentrional de 2011. Fue descrito como un proceso natural y gran parte de los temas fueron improvisados en la sala de ensayos para pasar a formar parte de la grabación. El grupo se hallaba en diversos problemas personales, considerando a este un trabajo "terapéutico" y "purgante", al "liberar algo que estábamos pasando en ese momento".
Masvidal se encargó de todas las guitarras, utilizando Steinbergers y equipo Fractal Audio. La voz y guitarra fueron grabadas en su estudio personal en Echo Park, Los Ángeles. Una vez escritas las partes de guitarra, batería y voz, fueron enviadas al estudio personal de Sean Malone para componer y grabar el bajo.

## Carátula
El artista Robert Venosa, quien ha realizado todas las obras del grupo, eligió de forma personal la carátula tras conocer el trasfondo de las canciones. Requirió de la asistencia de su esposa ya que se encontraba muy enfermo. Falleció unos meses antes de su estreno. En un comienzo Masvidal sintió renuencia por el trabajo artístico, ya que el disco es edificante mientras que la pintura es oscura y abstracta, a diferencia de las utilizadas anteriormente, pero dijo comprenderlo más tarde por los tiempos complicados que vivió la banda en vísperas de su composición, declarando que representa el lugar donde se originó el EP.

## Listado de canciones
| N.º | Título                 | Duración |  |
| 1.  | «Amidst the Coals»     | 2:11     |  |
| 2.  | «Carbon-Based Anatomy» | 6:24     |  |
| 3.  | «Bija!»                | 2:27     |  |
| 4.  | «Box Up My Bones»      | 5:32     |  |
| 5.  | «Elves Beam Out»       | 3:59     |  |
| 6.  | «Hieroglyph»           | 2:28     |  |

## Créditos
Cynic
- Paul Masvidal - voces, guitarras
- Sean Reinert - batería, percusión
- Sean Malone - bajo

Músicos invitados
- Amy Correia - voces

Producción
- Robert Venosa - carátula[16]